# حلمي سالم
حلمي سالم (ولد في 1951 بمحافظة المنوفية في مصر - توفي 28 يوليو 2012 )، شاعر وناقد مصري. يعتبر من أبرز شعراء مصر في سبعينيات القرن العشرين.
حصل على ليسانس الصحافة من كلية الآداب بجامعة القاهرة، وهو صحفي بجريدة الأهالي التي تصدر في القاهرة، ومدير تحرير مجلة أدب ونقد الفكرية الثقافية المصرية. ورئيس تحرير مجلة قوس قزح الثقافية المستقلة. حاصل على جائزة التفوق في الآداب للعام 2006 عن مجمل أعماله الأدبية. اقترن حلمي سالم بجماعة «إضاءة» الشعرية التي كانت برفقة جماعة «أصوات» من أشهر الكتل الشعرية في السبعينيات، ومن شعرائها حلمي سالم وحسن طلب وجمال القصاص ورفعت سلام وأمجد ريان ومحمود نسيم.

## شرفة ليلى مراد
نشر له في شتاء 2007 بمجلة «إبداع» الفنية القاهرية التي يرأس تحريرها الشاعر أحمد عبد المعطي حجازي قصيدة حملت عنوان «شرفة ليلى مراد» كانت قد نشرت سابقا في ديوان شعري بعنوان «الثناء على الضعف». إلا أن رئيس الهيئة المصرية العامة للكتاب أصدر حينها قرارا بسحب نسخ العدد من الأسواق لما رأى بأن بعض ما ورد في القصيدة «يُسيء إلى الذات الإلهية». ليتهمه مجمع البحوث الإسلامية وهو أحد هيئات مؤسسة الأزهر في تقرير خرج عنه بكتابة قصيدة «تحمل إلحاداً وزندقة». ليتعرض لحملة تطالب بما وصف «باستتابته» بعد أن وقع بيان بالأمر نحو مائة شخصية إسلامية، لينتقدها لاحقا مثقفون مصريون واصفين إياها «بحملة تكفيرية وبثقافة الإرهاب».
وفي أبريل 2008 أصدرت محكمة القضاء الإداري المصرية حكما قضائيا يطالب وزارة الثقافة بعدم منح جائزة التفوق للشاعر حلمي سالم بدعوى «إساءته للذات الإلهية» ليقوم الشيخ يوسف البدري وهو عضو في مجمع البحوث الإسلامية بالأزهر بعدها بدعوى قضائية ضد وزير الثقافة المصري فاروق حسني والأمين العام للمجلس الأعلى للثقافة علي أبو شادي مطالبا إياهما بتنفيذ قرار سحب الجائزة التي منحت لحلمي سالم. إلا أنه وكما ذكر في جريدة الحياة فان تنفيذ القرار «استبعد» على اعتبار أن أياً من فاروق حسني وعلي أبو شادي لم يصدرا قراراً بمنح حلمي سالم الجائزة له، كون القرار جاء من لجنة مختصة بالمجلس الأعلى للثقافة وبناء على عملية تصويت بين أعضاء المجلس.
لاحقا في نفس الشهر طعن المجلس الأعلى للثقافة في قرار المحكمة ووصف الأمين العام للمجلس الأعلى للثقافة أن الطعن جاء «كدعوة للتنوير ومحاربة الظلامية التي توقف كل عمل إبداعي». ومن جهته قال حلمي سالم إنه لم يطلب من وزارة الثقافة الطعن في الحكم أو استئنافه مضيفا بأنه «يعتقد أنه حصل على الجائزة بالفعل». وفي رده حول اتهام أن القصيدة تسيء للذات الإلهية، نفى سالم الاتهام مضيفا «..لقد انتقدت في القصيدة تواكل المسلمين على الله، وقعودهم خاملين. وهذا معنى ديني ذكر في القرآن الكريم...حيث قال تعالى (إن الله لا يغير ما بقوم حتى يغيروا ما بأنفسهم).. فالقصيدة قالت هذا المعنى بصورة شعرية بسيطة، لم يعتد عليها كل الذين يقرأون الأدب قراءة حرفية ضيقة...».

## مؤلفات
- الثقافة تحت الحصار (بيروت) 1984
- الوتر والعازفون 1990
- هيا إلى الأب: مقالات حول القطيعة والإيصال في الشعر 1992
- العائش في الحق 1998
- حكمة المصريين (مشترك) 2000
- الحداثة أخت التسامح: الشعر العربي المعاصر وحقوق الإنسان 2001
- عِمْ صباحاً أيها الصَّقر المجنَّح: دراسة في شعر أمل دنقل
- ثقافة كاتم الصوت 2003
- صيف لبنان المشتعل 2007
- التصويب على الدماغ: كلمات في الحرية والقمع.
- محاكمة شرفة ليلى مراد

## دواوين شعرية
لحلمي سالم ما يزيد عن 18 ديوانا شعريا منها:
- حبيبتي مزروعة في دماء الأرض 1974
- سكندريآ يكون الألم 1981
- الأبيض المتوسط 1984
- سيرة بيروت 1986
- البائية والحائي 1988
- دهاليزي والصيف ذو الوطء 1990
- فقه اللذة 1992
- الشغاف والمريمات 1994
- سراب التريكو 1996
- الواحد الواحدة 1997
- يوجد هنا عميان 2001
- تحيات الحجر الكريم 2003
- الغرام المسلح 2005
- عيد ميلاد سيدة النبع 2005
- مدائح جلطة المخ 2006
- حمامة على بنت جبيل 2007
- الثناء على الضعف 2007

## من قصائده
- كبد
- آخر الرؤيا
- بديل
- وجود
- صعب.[8]

## وصلات خارجية
- حلمي سالم على موقع أرشيف الشارخ.
- واصفا نصر الله ورفاقه بيد الله التي يبطش بها حلمي سالم: النموذج اللبناني كشف التخلف السياسي العربي. الجزيرة نت